# Petit Ours Brun (série télévisée d'animation, 2018)
 (janvier 2024).
Si vous disposez d'ouvrages ou d'articles de référence ou si vous connaissez des sites web de qualité traitant du thème abordé ici, merci de compléter l'article en donnant les références utiles à sa vérifiabilité et en les liant à la section « Notes et références ».
Pour les articles homonymes, voir Petit Ours Brun (homonymie).
Petit Ours Brun est une série télévisée française d'animation 3D en 52 épisodes de sept minutes, réalisée par Charles Sansonetti assisté de Pierre-Emmanuel Besnard et Xavier Morelli, d'après la série de petites histoires Petit Ours Brun de Claude Lebrun et Danièle Bour, d'abord parue dans les années 1970 dans Pomme d'Api — le magazine des 3-7 ans du groupe Bayard Presse.
Elle a été diffusée pour la première fois à partir du 1er octobre 2018 sur France 5 dans Zouzous.

## Synopsis
Petit Ours Brun est un ourson de 3 ans qui a les émotions d'un enfant dont l'âge se situe entre 2 et 4 ans.

## Fiche technique
- Réalisation : Charles Antoine Sansonetti
- Assistants de réalisation : Pierre-Emmanuel Besnard, Xavier Morelli
- Direction d'écriture : Didier Lejeune
- Direction artistique : Fabrice Leoszweski
- Musique : Félix Le Bars

## Distribution (voix)
- Tess Amic : Petit Ours Brun
- Rosalie Le Bars : Grande Ourse Rousse
- Delphine Benko : Maman Ourse Brune
- Philippe Spiteri : Papa Ours Brun
- Fily Keita : Maman Ourse Noire
- Martial Le Minoux : Papa Ours Roux
- Kaycie Chase : Petit Ours Noir

## Épisodes

### Saison 1 (2018-2019)
1. Le Goût des fraises
2. La Carte postale
3. Mission pain
4. Pouce !
5. Un cadeau pour Nounou
6. Une maracasse pour deux
7. Le Cousin de monsieur Lutin
8. La petite souris va passer
9. Bonne nuit mes étoiles
10. Où est-tu Minette ?
11. Bon appétit les oiseaux !
12. Le Fil rouge
13. Patoun la peluche
14. Un petit bout d'hiver
15. Le Doudou du rêve
16. Une peinture pour la camionnette
17. Les Jolies Bulles
18. Pas peur du noir
19. Le dessin qui vole
20. C'est magique
21. Petit Ours Brun et le Sapin de Noël
22. Monsieur Crapule
23. Le Petit Avion
24. Le Jouet abandonné
25. Comme un grand
26. Petit Ours Brun à vélo
27. Maman part en voyage
28. La Partie de pêche
29. Petit Ours Brun est malade
30. Petit Ours Brun dit non
31. L’Abeille
32. Petit Ours Brun ne veut pas faire la sieste
33. L’Ourson de neige
34. Le Petit Frère
35. Dans les pas de papa
36. Petit Ours Brun n’aime pas se laver
37. L’Herbier
38. Mauvais joueur
39. Petit Ours Brun et l'Épouvantail
40. Mon pull
41. Petite Ourse Perle
42. Mon copain à moi
43. La Galette des rois
44. Petit Ours Brun à la ferme
45. Le Petit Chariot
46. Un déguisement pour Petit Ours Brun
47. La Boîte à trésors
48. L’Ami imaginaire
49. Le Chien perdu
50. Petit Ours Brun doit patienter
51. Un petit accident
52. Petit Ours Brun fait semblant